# Mediaset Plus
Mediaset Plus è stato un canale televisivo satellitare italiano appartenente a Mediaset, attivo dal 2008 al 2011 e disponibile esclusivamente sulla piattaforma Sky Italia.
Esso consisteva nella riproposizione dei telegiornali in differita TG4, TG5 e Studio Aperto e dei programmi autoprodotti di Canale 5, Italia 1 e Rete 4.

## Storia
Il canale iniziò le proprie trasmissioni il 1° dicembre 2008 ed era l'unico canale di Mediaset ad essere visibile solamente agli utenti abbonati ad uno dei pacchetti di Sky Italia.
Dal 2 luglio 2011 il canale non è più disponibile sulla piattaforma Sky; lo spegnimento dell'emittente è avvenuto improvvisamente, senza alcuna comunicazione né da parte di Sky né da parte del gruppo Mediaset. La decisione dell'improvvisa cessazione dell'emissione della rete è stata presa unilateralmente da Sky in base a gravi inadempimenti contrattuali da parte di Mediaset, per non aver inserito nel palinsesto dell'emittente alcuni dei programmi di maggior richiamo delle reti analogiche Mediaset come Striscia la notizia, La corrida o Paperissima. Gran parte del palinsesto dell'emittente è comunque trasmesso dai canali digitali La5 e in particolar modo da Mediaset Extra, che nel settembre 2011 subisce un pesante rimodulamento del palinsesto per colmare il vuoto nell'offerta lasciato da Mediaset Plus.
Il gruppo Mediaset ha accusato Sky di averla oscurata dal satellite e, attraverso un comunicato stampa, ha fatto sapere di aver intrapreso un'azione legale contro quest'ultima per la sospensione improvvisa del canale.

## Programmi

### Talk show
- Matrix
- Maurizio Costanzo Show
- Terra!

### Reality show
- Grande fratello

### Talent show
- Amici di Maria De Filippi
- Italia's Got Talent

### Informazione e cultura
- Mattino Cinque
- Pomeriggio Cinque
- Pianeta Mare
- Donnavventura
- Domenica Cinque
- Nonsolomoda
- Verissimo
- TG5
- TG4
- Studio Aperto

### Show
- Forum
- Forum - Sessione pomeridiana
- Uomini e donne
- Le Iene
- A gentile richiesta
- Ciao Darwin
- Chi ha incastrato Peter Pan?

### Fiction televisive
- Centovetrine
- Vivere
- Belli dentro
- Casa Vianello
- Don Luca
- Distretto di Polizia
- R.I.S. - Delitti imperfetti
- Carabinieri
- Il peccato e la vergogna
- Finalmente soli

### Quiz televisivo
- Trasformat

### Telegiornali
- TG4
- TG5
- Studio Aperto